# Кубофутуризм

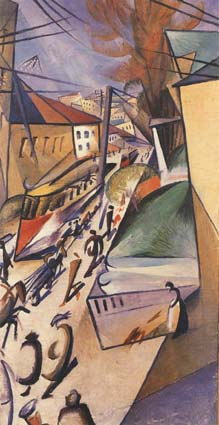
А. Богомазов. Трамвай. 1914

Кубофутуризм — авангардное направление в искусстве начала XX века, соединившее в себе принципы французских кубистов (таких, как Брак) и итальянских футуристов (например, Боччони). Впервые этот термин использовал французский критик Марсель Буланже в одной из своих статей в 1912 году. В русской культуре слово «кубофутуризм» получает распространение с 1913 года, главным образом среди литературной критики.

## Живопись
Кубофутуризм был востребован в рамках русского авангарда, как в живописи, так и в поэзии. В разные периоды своего творчества формы кубофутуризма использовали художники Казимир Малевич, Давид Бурлюк, Наталья Гончарова, Ольга Розанова, Любовь Попова, Надежда Удальцова, Александра Экстер, Александр Богомазов, и другие.

## Поэзия
Поэзия футуризма и живопись кубофутуризма (публично этот термин был озвучен в 1913 году Корнеем Чуковским) тесно переплетены между собой. В России «кубофутуризм» был также одним из самоназваний поэтической группы «Гилея», противопоставлявшим её эгофутуризму Игоря Северянина и его последователей (а впоследствии и другим футуристическим группировкам, таким как «Мезонин поэзии» и «Центрифуга»). К поэтам-кубофутуристам относились Велимир Хлебников, Елена Гуро, Давид и Николай Бурлюки, Василий Каменский, Владимир Маяковский, Алексей Кручёных, Бенедикт Лившиц. Многие из них выступали и как художники.